# Nederlanders in Japanse kampen

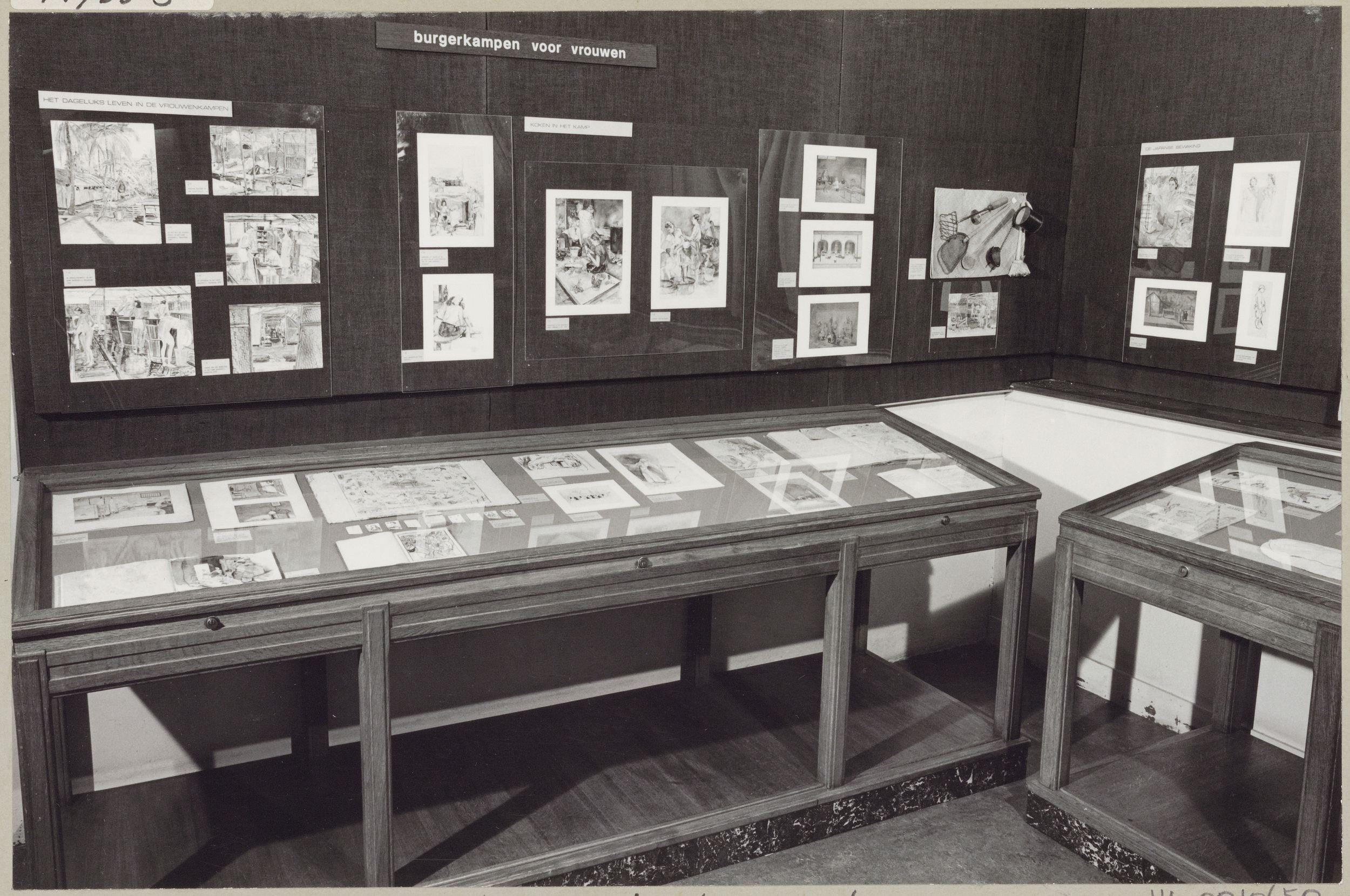
Zaal in het Rijksmuseum met diverse objecten met betrekking tot burgerkampen voor vrouwen

Nederlanders in Japanse kampen was een reizende tentoonstelling tussen 1975 en 1976 door Nederlandse musea in Amsterdam, Den Haag, Breda, Leeuwarden en Arnhem met als onderwerp het leven in Jappenkampen in Nederlands-Indië.
De tentoonstelling opende juni 1975 in het Rijksmuseum Amsterdam in de zaal van het Koninklijk Oudheidkundig Genootschap. De nadruk lag op tekeningen en voorwerpen die door de gevangenen gemaakt zijn in zowel burgerinternerings- als krijgsgevangenenkampen, verzameld door P.M. Adriaanse. De tentoonstelling was vervolgens tot 23 november in het Museon in Den Haag te zien.. Tot en met 25 februari 1976 volgde een expositie in de Beyerd in Breda. Hierna was de tentoonstelling tot en met 21 april 1976 in het Princessehof in Leeuwarden. Tot slot vond een tentoonstelling in Museum Arnhem plaats. De coördinatie tussen de musea was in handen van Wim Vroom, conservator geschiedenis bij het Rijksmuseum.
De tentoongestelde objecten zijn aan het eind in de collectie ondergebracht van het Museon in Den Haag en eigendom van de gemeente Den Haag. De aanwezigheid van een grote Indische gemeenschap in deze stad was een reden om de collectie aan deze stad over te dragen. De collectie is door het ministerie van VWS aangemerkt als een Nationale WO2-collectie.